# Nemini licet ignorare ius
Nemini licet ignorare ius és una locució llatina que eix del dret romà i que vol dir a ningú no li és lícit ignorar la llei. És una ficció legal (fictio legis): una ficció considerada com necessària per a poder aplicar el dret, al sentit que la ignorància de la llei no n'excusa el seu incompliment. El mateix principi al Codex Iustinianus es diu ignorantia legis non excusat.
Implica que un imputat no pot prendre com excusa el fet que «no coneixia la llei» i que la ignorància ni és una condició atenuant i ni eximeix d'un eventual pena. Cada ciutadà té la responsabilitat d'informar-se sobre la legalitat de les seves activitats. El corol·lari d'aquest principi és que una llei només pot vigir si és pública, per exemple en un diari oficial o antany, per afixació pública, i en una llengua comprensible. Ja el 1916, Antoni Maria Alcover i Sureda reprotxava a l'estat espanyol d'incomplir aquest principi en no publicar areu les lleis en la llengua nativa dels ciutadans. Unes altres conseqüències són que ningú pot ser inculpat amb efecte retroactiu d'un acte que encara no era pas delictiu segons les lleis vigents al moment del cometre i també que el subjecte ha de ser capaç de conèixer i de comprendre la llei per a tenir una responsabilitat jurídica, així nens fins a una certa edat o animals no tenen responsabilitat jurídica. Avui en dia, el fet de la proliferació de les lleis ad hoc, redactades amb molta pressa, sota la pressió de l'opinió pública que vol una reacció immediata del govern resulta de vegades en lleis imprecises o mal redactades, que fan que l'aplicació d'aquest principi no sempre és tan fàcil com sembla.